# 斑鰭棘線鯒
斑鰭棘線鯒，又稱斑鰭棘線牛尾魚，為輻鰭魚綱鮋形目牛尾魚亞目牛尾魚科的其中一種，分布於西印度洋海域，屬底棲性魚類，棲息深度30-94公尺，體長可達25公分，生活在沙泥底質海域，屬肉食性，生活習性不明。